# Route nationale 348
Pour les articles homonymes, voir Route 348.
La route nationale 348 ou RN 348 (Tronçon de route de l'époque gallo romaine) était une route nationale française reliant Cassel à l'Abeele et à Poperinge. À la suite de la réforme de 1972, la RN 348 a été déclassée en RD 948.

## Ancien tracé de Cassel à L'Abeele et à Poperinge (D 948)
- Cassel
- Steenvoorde
- Calicanes, communes de Steenvoorde et de Godewaersvelde
- L'Abeele, commune de Boeschepe
- Poperinge  Belgique N 38 (nl)